# Светлана Жухова
Светлана Жухова (слч. Svetlana Žuchová, Братислава, Чекословачка, 24. децембар 1976)  је словачка књижевница и преводилац. Објавила је збирку приповедака и три романа. Њен први роман добио је Награду Иван Краско. Њен роман Obrazy zo života M. (Слике из живота М.) из 2013. освојио је Награду ЕУ за књижевност 2015. године.

## Живот
Жухова је словачка књижевница и преводилац. Рођена је у Братислави у децембру 1976. године, а њен отац Иван Жух је психијатар и писао је литературу, песме и есеје. Образовала се на Универзитету у Бечу и Универзитету Коменски у Братислави, на студијама медицине и психологије. Она је психијатар у болници у Немачкој.

## Радови
Као писац кратких прича, Жухова је два пута освојила награде на словачком књижевном конкурсу Poviedka. Њена прва збирка приповедака Dulce de Leche појавила се 2003. године и освојила Награду Иван Краско. Од тада је објавила три романа: Yesim (2006), Zlodeji a svedkovia ( Лопови и сведоци, 2011) и Obrazy zo života M. (Слике из живота М., 2013). Сва три су ушли у ужи избор за Anasoft Litera, најпрестижнију словачку књижевну награду. Године 2015. Скице из живота М. освојио је за Жухову награду ЕУ за књижевност. Роман је преведен на италијански под насловом Marisia. Frammenti di una vita Tiziana D'Amico for Mimesis. Жухова пише о темама као што су расељена лица, имигрантске заједнице и жалост.
Преводи Жухове обухватају дела Мишела Фабера, Саре Кејн, Софи Кинселе и Сабине Тислер. Радила је у Прагу и Минхену, а удата је за америчког физичара.